# Кергелен (плато)
Кергеленське плато — підводне плато вулканічного походження, розташоване у південній частині Індійського океану і частково у Південному океані, одне з найбільших підводних плато планети. Є великою магматичною провінцією. Знаходиться приблизно за 3 тис. км на південний захід від Австралії, витягнуте більше ніж на 2,2 тис. км з північного заходу на південний схід. Глибини становлять від 1 до 4 тис. метрів.
Плато було утворено Кергеленською гарячою точкою після розлому Гондвани близько 120 млн років тому в результаті серії потужних магматичних вивержень, що тривали 25 млн років. Результати геологічних досліджень показали, що протягом періоду до 40 млн років плато перебувало на поверхні або на дуже невеликій глибині. Фрагменти деревини і вугілля, знайдені у відкладеннях верхньої крейди, свідчать про те, що плато могло бути покрите лісом. Осадові породи плато подібні з австралійськими та індійськими зразками, що говорить про те, що вони колись були єдині.
Наразі вершини вулканів, які підносяться над поверхнею океану, утворюють острови архіпелагу Кергелен, Острови Герд і Макдональд. Останні два розташовані на хребті Біг-Бен, де вулканічна активність час від часу поновлюється.